# Cafú
Marcos Evangelista de Moraes (Itaquaquecetuba, São Paulo, 7 de junio de 1970), conocido deportivamente como Cafú, es un exfutbolista brasileño que jugaba como lateral derecho o carrilero derecho. Jugó la mayor parte de su carrera entre el São Paulo F. C. desde 1989 hasta 1994, y la A. S. Roma, desde 1997 hasta 2003. Su último equipo fue el A. C. Milan.
Ostenta el récord de ser el jugador con más apariciones en la selección brasileña, con un total de 142 partidos. Además, es el único futbolista que ha jugado en tres finales consecutivas de la Copa Mundial de la FIFA, logrando este hito en la Copa Mundial de 2002.
Es uno de los diez futbolistas con más títulos internacionales en la historia del fútbol, con 17 títulos internacionales de 22 títulos oficiales.

## Trayectoria
Debutó oficialmente con el São Paulo F. C. donde obtuvo su primera copa en 1989, para más tarde ganar el Campeonato Brasileño de 1991, la Copa Libertadores en 1992 y 1993 y la Copa Intercontinental de ambos años, entre otros tantos títulos que lo posicionaron como un emblema del reconocido equipo dirigido por Telê Santana.
A mitad de la temporada 1994-95 fue transferido al Real Zaragoza de España. Tras una breve estancia donde salió campeón internacional, regresó a Brasil, trasladándose al Palmeiras en 1995 tras un fugaz paso por el Juventude.
Cafú firmó con el equipo italiano de A. S. Roma en 1997, y ganó el título de la Serie A en 2001. Cafú fue firme favorito de la afición local, ganándose el apodo de Il Pendolino ("el tren expreso").

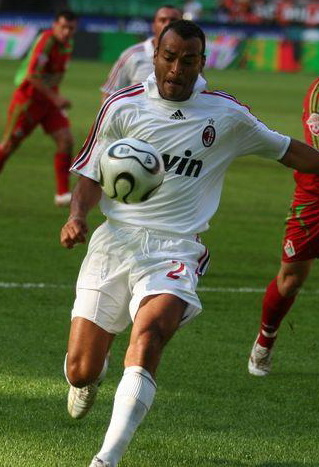
Cafú en el Milan en 2007

Se trasladó al A. C. Milan en 2003, tras rechazar una transferencia al Yokohama Marinos. Allí permanecería hasta finales de su carrera, en una etapa exitosa que le permitió repetir el ganar una Serie A y una Supercopa Italiana. En el plano internacional cosechó una Champions League, un Mundial de Clubes y dos Supercopa de Europa.
Cafú alternó convocaciones con su selección en los primeros años de los 90, pero su rendimiento en clubes le bastó para ir a la Copa Mundial de Fútbol de 1994 como suplente. Tras una lesión de Jorginho en la final contra Italia, Cafú entró desde el banco en el minuto 21, formando parte de la defensa brasileña en la que fue una ardiente final. Brasil ganó 3-2 mediante penaltis, después de que el partido terminara sin goles.
Después de eso, Cafú aparece regularmente en Brasil, ganando la Copa América en 1997 y 1999, y llevando al equipo a la final de la Copa Mundial de Fútbol de 1998, la cual perdió contra Francia. Después de un torneo de clasificación dificultoso, Cafú capitaneó a Brasil en la Copa Mundial de Fútbol de 2002 tras una lesión del capitán regular del equipo, Emerson, y ayudó a su equipo a ganar 2-0 sobre la selección de fútbol de Alemania en la final de dicho torneo, logrando el quinto título mundial de la canarinha.
Fue nombrado por Pelé y la FIFA como uno de los 125 más grandes jugadores vivos en marzo de 2004.
Él y el argentino Carlos Tévez, son los únicos jugadores que han ganado la Copa Libertadores, la Liga de Campeones de la UEFA, la Copa Intercontinental y la Copa Mundial de Clubes a nivel Clubes; ganando Cafu también la Copa Mundial de Fútbol, la Copa América y la Copa FIFA Confederaciones con su selección nacional.
El 14 de diciembre de 2020 fue incluido como defensa lateral derecho en el Dream Team histórico del Balón De Oro.

### Vida personal
Cafú es hijo de Célio de Morais, empresario y entrenador de fútbol, fallecido en 2008, a los 56 años. El jugador estuvo casado con Regina Feliciano, anunciando su separación en octubre de 2022, tras 35 años de matrimonio. Con ella tuvo tres hijos: Danilo (fallecido en 2019), Wellington y Michele.
Cafú ha sufrido deudas y problemas legales desde que dejó de jugar. En 2023, una de las mansiones del exjugador, situada en un condominio en el barrio de Morumbi, en el sur de São Paulo, fue subastada por una deuda de 11 millones de reales (en torno a 2 millones de dólares). Otra mansión, situada en Alphaville, en la Gran São Paulo, fue subastada por 25 millones de reales (en torno a 5 millones de dólares) por otra deuda. 

## Selección nacional

### Participaciones en Copas del Mundo
| Mundial                        | Sede                  | Resultado        | Partidos | Goles |
| ------------------------------ | --------------------- | ---------------- | -------- | ----- |
| Copa Mundial de Fútbol de 1994 | Estados Unidos        | 'Campeón'        | 3        | 0     |
| Copa Mundial de Fútbol de 1998 | Francia               | Subcampeón       | 6        | 0     |
| Copa Mundial de Fútbol de 2002 | Corea del Sur y Japón | 'Campeón'        | 7        | 0     |
| Copa Mundial de Fútbol de 2006 | Alemania              | Cuartos de final | 4        | 0     |

### Participaciones en Copa América
| Copa              | Sede     | Resultado        | Partidos | Goles |
| ----------------- | -------- | ---------------- | -------- | ----- |
| Copa América 1991 | Chile    | Subcampeón       | 4        | 0     |
| Copa América 1993 | Ecuador  | Cuartos de final | 4        | 0     |
| Copa América 1997 | Bolivia  | Campeón          | 5        | 0     |
| Copa América 1999 | Paraguay | Campeón          | 5        | 0     |

### Participaciones en Copa Confederaciones
| Copa                      | Sede           | Resultado | Partidos | Goles |
| ------------------------- | -------------- | --------- | -------- | ----- |
| Copa Confederaciones 1997 | Arabia Saudita | Campeón   | 3        | 0     |

### Participaciones en Eliminatorias
| Eliminatorias     | Resultado   | Partidos | Goles |
| ----------------- | ----------- | -------- | ----- |
| Eliminatoria 1994 | Clasificado | 2        | 0     |
| Eliminatoria 2002 | Clasificado | 11       | 0     |
| Eliminatoria 2006 | Clasificado | 15       | 0     |

## Estadísticas

### Clubes
| Club | Temporada     | Div.          | Liga  | Liga  | Liga estatal(1) | Liga estatal(1) | Copas nacionales(2) | Copas nacionales(2) | Torneos internacionales(3) | Torneos internacionales(3) | Otros(4) | Otros(4) | Total | Total |
| Club | Temporada     | Div.          | Part. | Goles | Part.           | Goles           | Part.               | Goles               | Part.                      | Goles                      | Part.    | Goles    | Part. | Goles |
| --- | ------------- | ------------- | ----- | ----- | --------------- | --------------- | ------------------- | ------------------- | -------------------------- | -------------------------- | -------- | -------- | ----- | ----- |
| São Paulo F. C. · Brasil | 1989          | 1.ª           | 3     | 0     | 0               | 0               | 0                   | 0                   | 0                          | 0                          | 0        | 0        | 3     | 0     |
| São Paulo F. C. · Brasil | 1990          | 1.ª           | 20    | 1     | 21              | 3               | 4                   | 0                   | 0                          | 0                          | 1        | 1        | 45    | 5     |
| São Paulo F. C. · Brasil | 1991          | 1.ª           | 20    | 1     | 31              | 3               | 0                   | 0                   | 0                          | 0                          | 0        | 0        | 52    | 4     |
| São Paulo F. C. · Brasil | 1992          | 1.ª           | 21    | 1     | 22              | 4               | 0                   | 0                   | 16                         | 0                          | 0        | 0        | 59    | 5     |
| São Paulo F. C. · Brasil | 1993          | 1.ª           | 18    | 1     | 27              | 14              | 2                   | 0                   | 19                         | 3                          | 2        | 1        | 68    | 19    |
| São Paulo F. C. · Brasil | 1994          | 1.ª           | 16    | 3     | 17              | 2               | 0                   | 0                   | 12                         | 0                          | 0        | 0        | 45    | 5     |
| São Paulo F. C. · Brasil | Total         | Total         | 98    | 7     | 118             | 26              | 6                   | 0                   | 47                         | 3                          | 3        | 2        | 272   | 38    |
| Real Zaragoza · España | 1994-95       | 1.ª           | 16    | 0     | —               | —               | 2                   | 0                   | 1                          | 0                          | —        | —        | 19    | 0     |
| S. E. Palmeiras · Brasil | 1995          | 1.ª           | 19    | 0     |                 |                 |                     |                     |                            |                            |          |          | 19    | 0     |
| S. E. Palmeiras · Brasil | 1996          | 1.ª           | 22    | 2     |                 |                 | 7                   | 2                   |                            |                            |          |          | 29    | 4     |
| S. E. Palmeiras · Brasil | 1997          | 1.ª           | 0     | 0     |                 |                 |                     |                     |                            |                            |          |          | 0     | 0     |
| S. E. Palmeiras · Brasil | Total         | Total         | 41    | 2     |                 |                 | 7                   | 2                   |                            |                            |          |          | 48    | 4     |
| A. S. Roma · Italia | 1997-98       | 1.ª           | 31    | 1     | —               | —               | 5                   | 0                   | —                          | —                          | —        | —        | 36    | 1     |
| A. S. Roma · Italia | 1998-99       | 1.ª           | 20    | 1     | —               | —               | 0                   | 0                   | 5                          | 0                          | —        | —        | 25    | 1     |
| A. S. Roma · Italia | 1999-00       | 1.ª           | 28    | 2     | —               | —               | 4                   | 0                   | 5                          | 0                          | —        | —        | 37    | 2     |
| A. S. Roma · Italia | 2000-01       | 1.ª           | 31    | 1     | —               | —               | 2                   | 0                   | 7                          | 0                          | —        | —        | 40    | 1     |
| A. S. Roma · Italia | 2001-02       | 1.ª           | 27    | 0     | —               | —               | 1                   | 0                   | 10                         | 2                          | 0        | 0        | 38    | 2     |
| A. S. Roma · Italia | 2002-03       | 1.ª           | 26    | 0     | —               | —               | 3                   | 1                   | 12                         | 0                          | —        | —        | 41    | 1     |
| A. S. Roma · Italia | Total         | Total         | 163   | 5     | —               | —               | 15                  | 1                   | 39                         | 2                          | 0        | 0        | 217   | 8     |
| A. C. Milan · Italia | 2003-04       | 1.ª           | 28    | 1     | —               | —               | 1                   | 0                   | 9                          | 0                          | 3        | 0        | 41    | 1     |
| A. C. Milan · Italia | 2004-05       | 1.ª           | 33    | 1     | —               | —               | 0                   | 0                   | 12                         | 0                          | 1        | 0        | 46    | 1     |
| A. C. Milan · Italia | 2005-06       | 1.ª           | 19    | 1     | —               | —               | 1                   | 0                   | 5                          | 0                          | —        | —        | 25    | 1     |
| A. C. Milan · Italia | 2006-07       | 1.ª           | 24    | 0     | —               | —               | 3                   | 0                   | 8                          | 0                          | —        | —        | 35    | 0     |
| A. C. Milan · Italia | 2007-08       | 1.ª           | 15    | 1     | —               | —               | 2                   | 0                   | 1                          | 0                          | 1        | 0        | 19    | 1     |
| A. C. Milan · Italia | Total         | Total         | 119   | 4     | —               | —               | 7                   | 0                   | 35                         | 0                          | 5        | 0        | 166   | 4     |
| Total carrera | Total carrera | Total carrera | 437   | 18    | 118             | 26              | 37                  | 3                   | 122                        | 5                          | 8        | 2        | 722   | 54    |
| (1) Incluye datos del Campeonato Paulista. (2) Incluye datos de la Copa de Brasil, Copa del Rey y Copa Italia. (3) Incluye datos de la Recopa de Europa, Copa de la UEFA y Liga de Campeones. (4) Incluye datos de la Supercopa de Italia, Supercopa de la UEFA, Copa Intercontinental y Copa Mundial de Clubes de la FIFA. |               |               |       |       |                 |                 |                     |                     |                            |                            |          |          |       |       |

### Selección nacional
| Selección         | Año   | Partidos | Goles |
| ----------------- | ----- | -------- | ----- |
| Absoluta · Brasil | 1990  | 3        | 0     |
| Absoluta · Brasil | 1991  | 9        | 0     |
| Absoluta · Brasil | 1992  | 2        | 0     |
| Absoluta · Brasil | 1993  | 12       | 0     |
| Absoluta · Brasil | 1994  | 7        | 1     |
| Absoluta · Brasil | 1995  | 5        | 0     |
| Absoluta · Brasil | 1996  | 3        | 0     |
| Absoluta · Brasil | 1997  | 20       | 0     |
| Absoluta · Brasil | 1998  | 12       | 2     |
| Absoluta · Brasil | 1999  | 12       | 1     |
| Absoluta · Brasil | 2000  | 10       | 1     |
| Absoluta · Brasil | 2001  | 6        | 0     |
| Absoluta · Brasil | 2002  | 12       | 0     |
| Absoluta · Brasil | 2003  | 7        | 0     |
| Absoluta · Brasil | 2004  | 9        | 0     |
| Absoluta · Brasil | 2005  | 8        | 0     |
| Absoluta · Brasil | 2006  | 5        | 0     |
| Total             | Total | 142      | 5     |
| Fuentes:          |       |          |       |

#### Goles internacionales
| N.º | Fecha                 | Lugar                                                     | Rival        | Gol | Resultado | Competición      |
| --- | --------------------- | --------------------------------------------------------- | ------------ | --- | --------- | ---------------- |
| 1   | 8 de junio de 1994    | Jack Murphy Stadium, San Diego                            | Honduras     | 6-2 | 8-2       | Partido amistoso |
| 2   | 3 de junio de 1998    | Stade de Paris, Saint-Ouen                                | Andorra      | 3-0 | 3-0       | Partido amistoso |
| 3   | 14 de octubre de 1998 | Estadio Conmemorativo Robert F. Kennedy, Washington D. C. | Ecuador      | 3-1 | 5-1       | Partido amistoso |
| 4   | 9 de octubre de 1999  | Amsterdam Arena, Ámsterdam                                | Países Bajos | 2-2 | 2-2       | Partido amistoso |
| 5   | 23 de mayo de 2000    | Millennium Stadium, Cardiff                               | Gales        | 2-0 | 3-0       | Partido amistoso |

## Palmarés y distinciones

### Campeonatos regionales
| Título              | Club            | Estado    | Año  |
| ------------------- | --------------- | --------- | ---- |
| Campeonato Paulista | São Paulo F. C. | São Paulo | 1989 |
| Campeonato Paulista | São Paulo F. C. | São Paulo | 1991 |
| Campeonato Paulista | São Paulo F. C. | São Paulo | 1992 |
| Campeonato Paulista | S. E. Palmeiras | São Paulo | 1996 |

### Títulos nacionales
| Título              | Club            | País   | Año     |
| ------------------- | --------------- | ------ | ------- |
| Serie A             | São Paulo F. C. | Brasil | 1991    |
| Serie A             | A. S. Roma      | Italia | 2000-01 |
| Supercopa de Italia | A. S. Roma      | Italia | 2001    |
| Serie A             | A. C. Milan     | Italia | 2003-04 |
| Supercopa de Italia | A. C. Milan     | Italia | 2004    |

### Títulos internacionales
| Título                       | Club (*)            | Sede                  | Año     |
| ---------------------------- | ------------------- | --------------------- | ------- |
| Copa Libertadores            | São Paulo F. C.     | São Paulo             | 1992    |
| Copa Intercontinental        | São Paulo F. C.     | Tokio                 | 1992    |
| Copa Libertadores            | São Paulo F. C.     | Santiago              | 1993    |
| Recopa Sudamericana          | São Paulo F. C.     | Belo Horizonte        | 1993    |
| Supercopa Sudamericana       | São Paulo F. C.     | São Paulo             | 1993    |
| Copa Intercontinental        | São Paulo F. C.     | Tokio                 | 1993    |
| Recopa Sudamericana          | São Paulo F. C.     | Kōbe                  | 1994    |
| Copa Mundial de la FIFA      | Selección de Brasil | Estados Unidos        | 1994    |
| Recopa de Europa             | Real Zaragoza       | París                 | 1994-95 |
| Copa América                 | Selección de Brasil | Bolivia               | 1997    |
| Copa FIFA Confederaciones    | Selección de Brasil | Arabia Saudita        | 1997    |
| Copa América                 | Selección de Brasil | Paraguay              | 1999    |
| Copa Mundial de la FIFA      | Selección de Brasil | Corea del Sur y Japón | 2002    |
| Supercopa de Europa          | A. C. Milan         | Mónaco                | 2003    |
| Liga de Campeones de la UEFA | A. C. Milan         | Atenas                | 2006-07 |
| Supercopa de Europa          | A. C. Milan         | Mónaco                | 2007    |
| Copa Mundial de Clubes       | A. C. Milan         | Japón                 | 2007    |

(*) Incluyendo la selección.

### Distinciones individuales
| Distinción                              | Año  |
| --------------------------------------- | ---- |
| Parte del Equipo Ideal de América       | 1992 |
| Parte del Equipo Ideal de América       | 1993 |
| Futbolista Sudamericano del año         | 1994 |
| Parte del Equipo Ideal de América       | 1994 |
| Parte del Equipo Ideal de América       | 1995 |
| Parte del Premio UEFA al equipo del año | 2004 |
| Parte del Premio UEFA al equipo del año | 2005 |
| Parte del Equipo Ideal de la FIFA       | 2005 |
| Once histórico del Balón de Oro         | 2020 |

| Predecesor: Carlos Valderrama | Futbolista del año en Sudamérica 1994 | Sucesor: Enzo Francescoli |